# Naoki Ōtani
Naoki Ōtani (japanisch 大谷 尚輝 Ōtani Naoki; * 24. September 1995 in Fuchū) ist ein japanischer Fußballspieler.

## Karriere
Ōtani erlernte das Fußballspielen in der Jugendmannschaft von Sanfrecce Hiroshima. Hier unterschrieb er 2014 auch seinen ersten Profivertrag. Der Verein spielte in der höchsten Liga des Landes, der J1 League. 2015 wurde er an den Zweitligisten Roasso Kumamoto ausgeliehen. Für den Verein absolvierte er fünf Ligaspiele. 2016 kehrte er zu Sanfrecce Hiroshima zurück. Im September 2016 wechselte er auf Leihbasis bis zum Saisonende 2017 zum Zweitligisten FC Machida Zelvia. Nach der Ausleihe wurde er von dem Verein aus Machida 2018 fest unter Vertrag genommen. Die Saison 2021 wurde er an den ebenfalls in der zweiten Liga spielenden Ehime FC ausgeliehen. Für Ehime stand er 17-mal in der zweiten Liga auf dem Spielfeld. Am Saisonende belegte er mit Ehime den 20. Tabellenplatz und stieg in die dritte Liga ab. Nach Vertragsende beim FC Machida Zelvia unterschrieb er am 1. Februar 2022 in Utsunomiya einen Vertrag beim Zweitligisten Tochigi SC. Am Ende der Saison 2024 belegte er mit Tochigi den 18. Tabellenplatz und musste somit in die dritte Liga absteigen.

## Erfolge
Sanfrecce Hiroshima
- Japanischer Ligapokalfinalist: 2014